# Borucin (województwo śląskie)
Borucin (dodatkowa nazwa w j. niem. Borutin, cz. Bořutín, po wojnie przejściowo Borzucin) – wieś w Polsce położona w województwie śląskim, w powiecie raciborskim, w gminie Krzanowice
Wieś leży przy granicy polsko-czeskiej na południu. Historycznie leży na Górnym Śląsku, na tzw. polskich Morawach, zachowując do dziś kulturę morawską w wyjątkowym stopniu.

## Nazwa
Pierwsza wzmianka Borutin z 1302 przedstawiała czeskie miękkie ť, jednak z tendencją do wymowy asybilowanej ť > č. Nazwę tę należałoby więc wywodzić od imienia bądź przezwiska Boruta z przyrostkiem -in.
Według nauczyciela Heinricha Adamy’ego nazwa miejscowości pochodzi od staropolskiej nazwy lasu iglastego – boru. W swoim dziele o nazwach miejscowych na Śląsku wydanym w 1888 roku we Wrocławiu wymienia jako najstarszą zanotowaną nazwę miejscowości Borucin podając jej znaczenie „Waldau”, czyli po polsku „Las, bór”.
Pierwsza niemiecka nazwa z 1377 jako Borutswerde zakończona była końcówką -werd(e), która odnosiła się do wyspy rzecznej (ostrowu), jednak nie wyparła ona nazwy słowiańskiej. Pruska administracja zgermanizowała nazwę na Borutin, czyli dokładnie tak jak brzmiała jej pierwsza historyczna wzmianka. W alfabetycznym spisie miejscowości na terenie Śląska wydanym w 1830 roku we Wrocławiu przez Johanna Knie miejscowość występuje pod polską nazwą Boruczin oraz nazwą zgermanizowaną Borutin. Topograficzny słownik Prus z 1835 roku notuje wieś pod polską nazwą Boruczin, a także niemiecką Borutin.
W 1936 roku nazistowska administracja III Rzeszy, chcąc zatrzeć słowiańskie pochodzenie nazwy wsi, przemianowała ją na Streitkirch. Po II wojnie światowej polska administracja nazwała miejscowość Borucin.

## Historia
Miejscowość została po raz pierwszy wzmiankowana w 1302 jako Borutin, a w 1377 jako niemieckie Borutswerde. Początkowo znajdowała się w granicach czeskiego księstwa opawskiego. Po wojnach śląskich znalazła się w granicach Prus. Od 1818 w nowym powiecie raciborskim. Według spisu z 1910 zamieszkała była w 97% przez czeskojęzycznych (zobacz gwary laskie) Morawców. Do dziś Borucin w odróżnieniu od wielu innych wsi w tym regionie zachował niemal całkowicie morawski charakter.
Własna parafia w dekanacie hluczyńskim dystryktu kietrzańskiego diecezji ołumunieckiej powstała na początku XX wieku.
W granicach Polski od końca II wojny światowej.
W latach 1954–1961 wieś należała i była siedzibą władz gromady Borucin, po jej zniesieniu w gromadzie Krzanowice. W latach 1975–1998 miejscowość administracyjnie należała do województwa katowickiego.

## Zabytki
Według Narodowego Instytutu Dziedzictwa, w miejscowości znajduje się obiekt zabytkowy:
- spichrz przy zagrodzie nr 24 (ul. Kopernika 65), drewn., nr rej.: A-1814/67 z 3.02.1967 (obecnie nr rej. A/1246/23[13])
- grodzisko średniowieczne – numer rejestru A-214/70 z 1970-04-02; A/Op-214/70 z 2000-12-10 (stanowisko 2)

## Transport
Do 21 grudnia 2007 roku w miejscowości funkcjonowało przejście graniczne Borucin-Chuchelná.